# 假藓生马先蒿
假藓生马先蒿（学名：Pedicularis pseudomuscicola）为列当科马先蒿属的植物，是中国的特有植物。分布在中国大陆的四川等地，生长于海拔2,800米至3,700米的地区，目前尚未由人工引种栽培。